# Adelsmarskalk
Adelsmarskalk var i Tsarryssland ordföranden vid sammankomster av ridderskapet inom ett guvernement.